# سيسيل إروين
سيسيل إروين (بالإنجليزية: Cecil Irwin)‏ هو عازف جاز أمريكي، ولد في 7 ديسمبر 1902 في إيفانستون في الولايات المتحدة، وتوفي في 3 مايو 1935.

## وصلات خارجية
- سيسيل إروين على موقع ميوزك برينز (الإنجليزية)
- سيسيل إروين على موقع أول ميوزيك (الإنجليزية)